# Приходкин, Дмитрий Дмитриевич
Дмитрий Дмитриевич Приходкин (1870—1944) — русский военный деятель, генерал-майор.

## Биография
Родился 30 октября 1870 года в Киеве в православной семье. Брат Б. Д. Приходкина.
Обучался в Петровском Полтавском кадетском корпусе. На военную службу поступил 31 августа 1888 года. В 1891 году окончил Михайловское артиллерийское училище, откуда был выпущен в 32-ю артиллерийскую бригаду. Позже служил в 18-й конно-артиллерийской батарее. 
Подпоручик (1891), поручик (1893). Окончил Николаевскую академию генштаба в 1899 году, получив чин штабс-капитана в этом же году. Служил в Киевском военном округе. Был старшим адъютантом штаба 10-й кавалерийской дивизии в 1900 году. С 1900 по 1903 годы был помощником старшего адъютанта штаба Киевского военного округа. Получил чин капитана в 1901 году. В 1902—1903 годах командовал эскадроном в 26-м драгунском Бугском полку. Затем был прикомандирован к Елисаветградскому кавалерийскому училищу, где служил с сентября 1903 по июнь 1905 года. 
Участник русско-японской войны 1904-1905 годов, где получил чин подполковника в 1904 году. Был штаб-офицером для особых поручений при штабе 9-го армейского корпуса. С октября 1905 по сентябрь 1909 года находился в Елисаветградском кавалерийском училище на преподавательской работе. Полковник с декабря 1908 года. Был начальником строевого отдела штаба Брест-Литовской крепости (1909) и начальником штаба 12-й пехотной дивизии (1909—1911). С ноября 1911 года — начальник штаба 7-й кавалерийской дивизии. 
Участник Первой мировой войны. По май 1915 года находился в том же чине и должности. С июня 1915 года — командир 10-го гусарского Ингерманландского полка. Начальник штаба Сводной кавалерийской дивизии с 11.06.1916 по 06.12.1916. Генерал-майор с 1916 года. С февраля по март 1917 года был начальником штаба 6-го кавалерийского корпуса. 
После Октябрьской революции служил в украинской армии, имел звание генерал-хорунжий. Состоял для поручений при начальнике Генерального штаба. Затем в составе ВСЮР находился в резерве чинов войск Киевской области (1919) и Новороссийской области (1920).
О дальнейшей судьбе сведений нет, известно, что умер в 1945 году.

## Награды
- Награждён орденами Св. Станислава 3-й степени (1895), Св. Анны 3-й степени (1905), Св. Станислава 2-й степени (1905); Св. Анны 2-й степени (1911 и 1912), Св. Владимира 3-й степени с мечами (1914); Св. Владимира 4-й степени с мечами и бантом (1915); мечи к ордену Св. Станислава 2-й степени (1915); мечи и бант к ордену Св. Анны 3-й степени (1916); мечи к ордену Св. Анны 2-й степени (1916); Св. Станислава 1-й степени с мечами (1917).